# Florinas
Florinas (sardisk: Fiolìnas) er en by og en kommune (comune) i provinsen Sassari i regionen Sardinien i Italien. Byen ligger i 417 meters højde og har 1.538 indbyggere (2016). Kommunen har et areal på 36,06 km² og grænser til kommunerne Banari, Cargeghe, Codrongianos, Ittiri, Ossi og Siligo.